# João Rafael Ferreira
João Rafael de Barros Ferreira (Recife, 17 marzo 1993) è un pallavolista brasiliano, sciacciatore dello Zamalek.

## Palmarès

### Club
- Campionato brasiliano: 1

2020-2021
- Supercoppa brasiliana: 1

2020

### Nazionale (competizioni minori)
- Campionato sudamericano under 19 2010
- Coppa panamericana under 19 2011
- Campionato sudamericano under 21 2012
- Coppa panamericana under 23 2012
- Giochi panamericani 2015
- Coppa panamericana 2015

### Premi individuali
- 2011 - Coppa panamericana under 19 2011: Miglior attaccante
- 2012 - Campionato sudamericano under 21 2012: MVP